# كينناور
كينناور رمزها «KI» (بالإنجليزية: Kinnaur)‏ ، هو تقسيم إداري لدولة الهند تتبع ولاية هيماجل برديش (بالإنجليزية: Himachal  Pradesh)‏ ، مركزها هو مدينة ركونج بيو (بالإنجليزية: Reckong  Peo)‏ عدد سكانها حسب تعداد سنة 2001 هو 83,950 ، مساحتها 6,401 كم² وكثافة السكان 13 لكل كم² .